# Australia en los Juegos Olímpicos de Helsinki 1952
Australia estuvo representada en los Juegos Olímpicos de Helsinki 1952 por un total de 81 deportistas que compitieron en 12 deportes.  
El portador de la bandera en la ceremonia de apertura fue el remero Mervyn Wood.

## Medallistas
El equipo olímpico australiano obtuvo las siguientes medallas:
| Nombre | Deporte           | Competición              |
| --- | ----------------- | ------------------------ |
| Oro |                   |                          |
| Marjorie Jackson | Atletismo         | 100 m F                  |
| Marjorie Jackson | Atletismo         | 200 m F                  |
| Shirley Strickland | Atletismo         | 80 m vallas F            |
| Russell Mockridge | Ciclismo en pista | 1000 m contrarreloj M    |
| Lionel Cox Russell Mockridge | Ciclismo en pista | Tándem M                 |
| John Davies | Natación          | 200 m braza M            |
| Plata |                   |                          |
| Lionel Cox | Ciclismo en pista | Scratch M                |
| Mervyn Wood | Remo              | Scull ind. (M1x) M       |
| Bronce |                   |                          |
| Shirley Strickland | Atletismo         | 100 m F                  |
| Vern Barberis | Halterofilia      | 67,5 kg M                |
| Robert Tinning Ernest Chapman Nimrod Greenwood David Anderson Geoffrey Williamson Mervyn Finlay Edward Pain Phil Cayzer Thomas Chessell | Remo              | Ocho con timonel (M8+) M |